# Kamari
Kamari (griechisch Καμάρι (n. sg.)) ist ein Küstenort der Gemeinde Thira auf der griechischen Kykladeninsel Santorin. Das im Jahre 2021 1.065 Einwohner zählende Dorf befindet sich an der Ostküste der Hauptinsel Thira unweit des Flughafens. Kamari ist der größte Badeort der Insel mit einem etwa 10 bis 15 Meter breiten und 1200 Meter langen Vulkan-Kiesel-/Sandstrand.

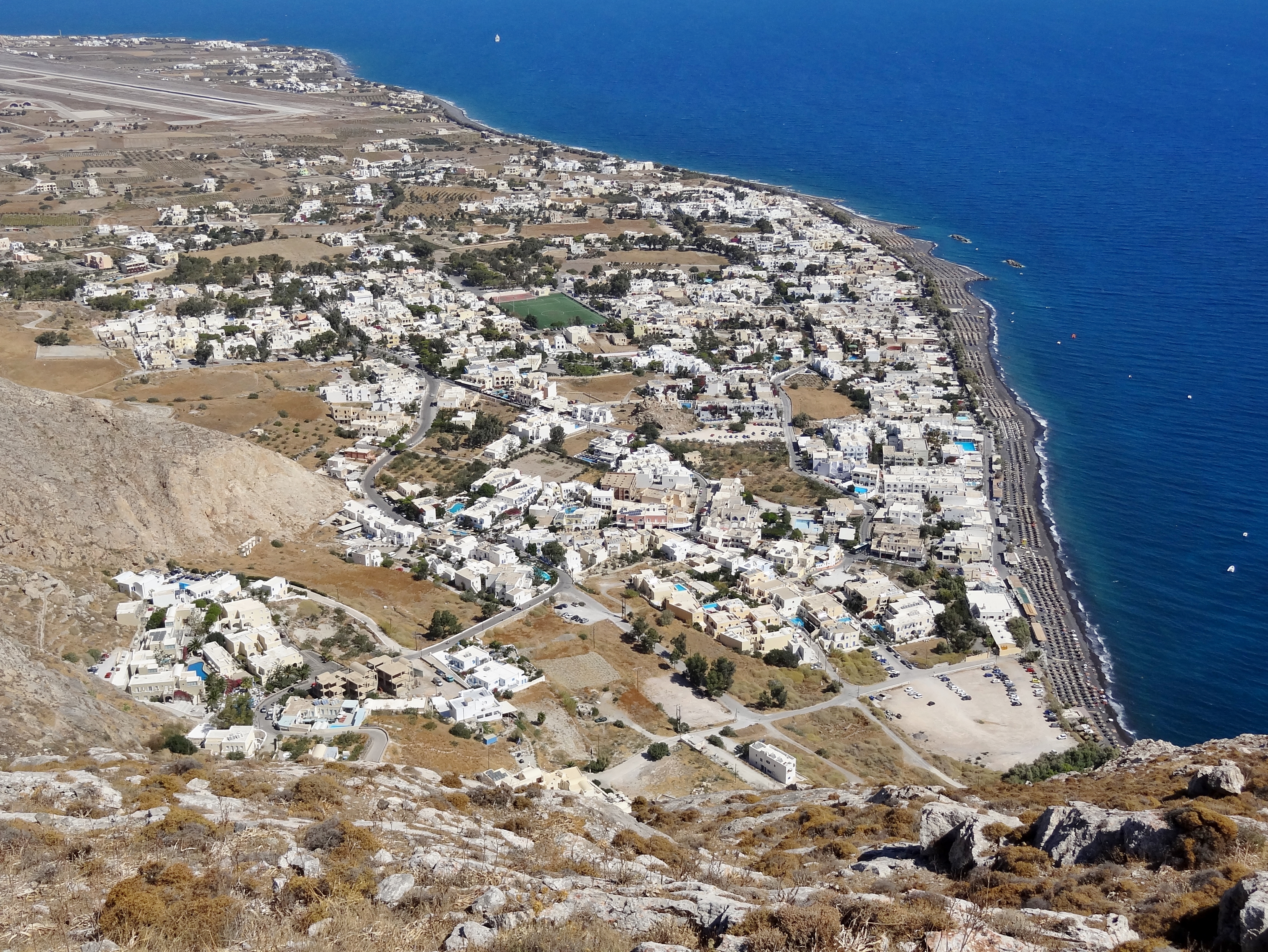
Blick von Alt-Thera auf Kamari

Kamari ist für santorinische Verhältnisse ein sehr junger Ort, der erst nach dem Erdbeben von 1956 von den Bewohnern des dabei zerstörten Dorfes Mesa Gonia gegründet wurde. Der Name Kamari geht auf Gewölbe (kamara ‚Gewölbe‘) – ursprünglich wohl Gräber-Vorkammern – aus der Römerzeit zurück. Diese liegen in der Nähe der Ausgrabungen von Alt-Thera im Felsenrücken Mesa Vouno am südlichen Zipfel des Dorfes.
Im Ort befinden sich zahlreiche Hotels, Pensionen, Läden, Tavernen, Restaurants, ein Supermarkt und ein Kino. Der Strand ist von einer belebten, autofreien Promenade gesäumt. Von der Bushaltestelle direkt am Strand aus kann man die Inselhauptstadt Fira erreichen. Über das sternförmig aufgebaute Busnetz ist es von hier aus dann sehr einfach, auch in alle anderen Orte der Insel zu gelangen.
Die Ausgrabungsstelle von Alt-Thera lässt sich über die gepflasterte Serpentinenstraße zu Fuß, per Esel oder Auto erreichen.

## Belege und Literatur
- Klaus Bötig: Santorin. Marco Polo, Reisen mit Insidertipps. MAIRDUMONT Verlag, Ostfildern. 2. Auflage: 2004. ISBN 3-8297-0325-2
- Nicoletta Adams: Santorin. DuMont Buchverlag, Köln. 5., aktualisierte Auflage 2000. ISBN 3-7701-2883-4